# Vikingen

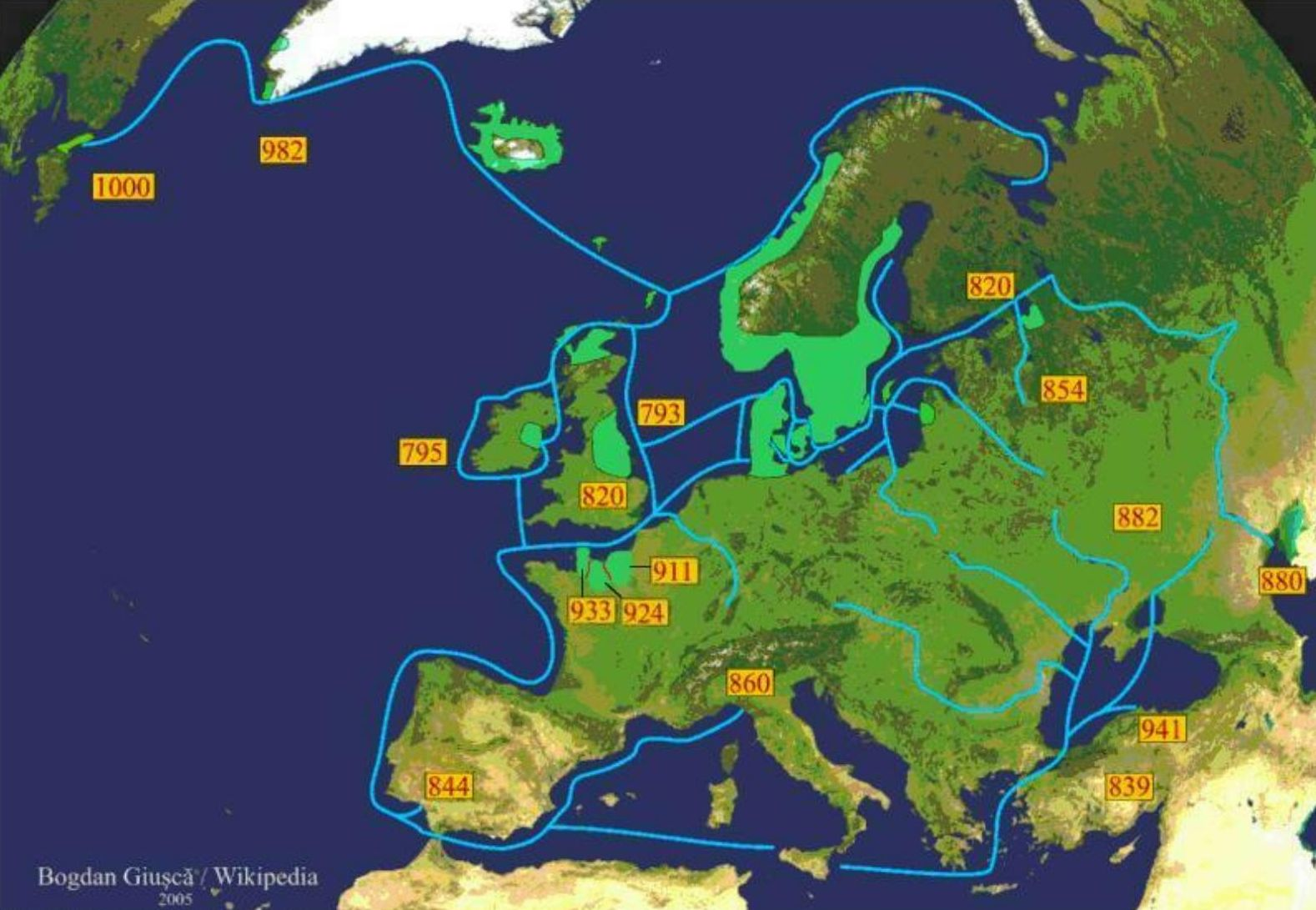
Kaart van de Vikinggebieden en expedities

Kaart van de Vikinggebieden in de 8e (donkerrood), 9e (rood), 10e (oranje) en 11e (geel) eeuw. De groene gebieden waren het slachtoffer van regelmatige rooftochten door Vikingen.

De Vikingen of Noormannen waren Scandinavische bewoners van Zuid-Noorwegen, Denemarken en Zweden. In veel gevallen wordt er een onderscheid gemaakt tussen beide termen. Daarbij staat de term "Noormannen" voor de gehele bevolkingsgroep, terwijl met de term "Vikingen" slechts het zeevarende deel van die groep wordt bedoeld dat vanuit Scandinavië Europa introk voor handel, emigratie, rooftochten en veroveringen. De overige Noormannen waren bewoners in het huidige Noorwegen, het Zuiden van Zweden, Denemarken en IJsland die leefden van de landbouw- en veeteelt, het handwerk en de handel. De huidige inwoners van deze landen - met uitzondering van de Sami in Noorwegen en Zweden - zijn grotendeels nakomelingen van de Vikingen.

## Etymologie
Over de oorsprong van het woord 'Viking' zijn tal van theorieën geponeerd door wetenschappers. Zo zou het woord afkomstig zijn van het woord 'víc' /wi:k/, dat vertaald wordt als fjord, baai, rover of handelaar. Volgens sommige theorieën zou met Víc (Vík) specifiek het stuk zee tussen het zuiden van Noorwegen en het zuiden van Zweden, waarvan het grootste deel tot het huidige Skagerrak behoort, worden aangeduid. Ook wordt het woord in verband gebracht met West-Noorse termen die gebruikt werden tegen het einde van de Vikingperiode: vikingr en viking betekenen zoveel als 'iemand die op zee vecht', 'rover', of 'oorlog op zee'. Met de belofte van rijke buit ronselden krijgsheren een bemanning om de kusten af te stropen. Dit bedrijf werd in het Oudnoords met het woord víking aangeduid. Víkingar waren de mannen die víking bedreven, enkelvoud víkingr. Ook komt de term "Viking" voor in de vroege Engelse literatuur van de uitdrukking "to go viking" wat "gaan plunderen" betekende. Een andere mogelijkheid is dat het om een afleiding van het Oudnoordse werkwoord víkva gaat, maar dan in de oorspronkelijke betekenis ‘wijken’, en dat de eerste wijkingen door mannen gebeurde die door omstandigheden gedwongen hun thuisland verlieten.

## Geografie
De Noormannen hadden een kerngebied dat, met de topografie van tegenwoordig, bestond uit Denemarken, Zweden, Noorwegen en IJsland. Dat laatste land werd pas door hen bewoond vanaf de 9e eeuw, maar is bij gebrek aan een concurrerend volk ook als een kerngebied beschreven.
Er was geografische eenheid dankzij:
- waterwegen (contact via scheepvaart), baaien, bergen
- klimaat
- vegetatie

## Etniciteit
De verschillende Germaanse stammen die het noorden bevolkten, vormden een etnische eenheid met overeenkomstige zeden en gewoonten en een gemeenschappelijke taal.
Cultureel waren er overeenkomsten:
- op sociaal vlak
- op cultureel vlak
- op economische gronden
- door taal en alfabet, het Oudnoords en het runenschrift
- door gedeelde geschiedenis en stamverwantschap
- op het gebied van religie, pantheïsme of polytheïsme

Aanvankelijk waren de Noormannen/Vikingen een homogene groep die na enige eeuwen weer onderling meer divers werd, maar desondanks toch vrij gelijk aan elkaar bleven. Dit weerspiegelde zich in de ontwikkeling van meerdere kleine vorstendommen die elkaar bestreden. Uiteindelijk ontstonden hieruit de Scandinavische staten. De Scandinavische talen, cultuur en gebruiken zijn ook tegenwoordig nog altijd erg homogeen.

## Boten en schepen

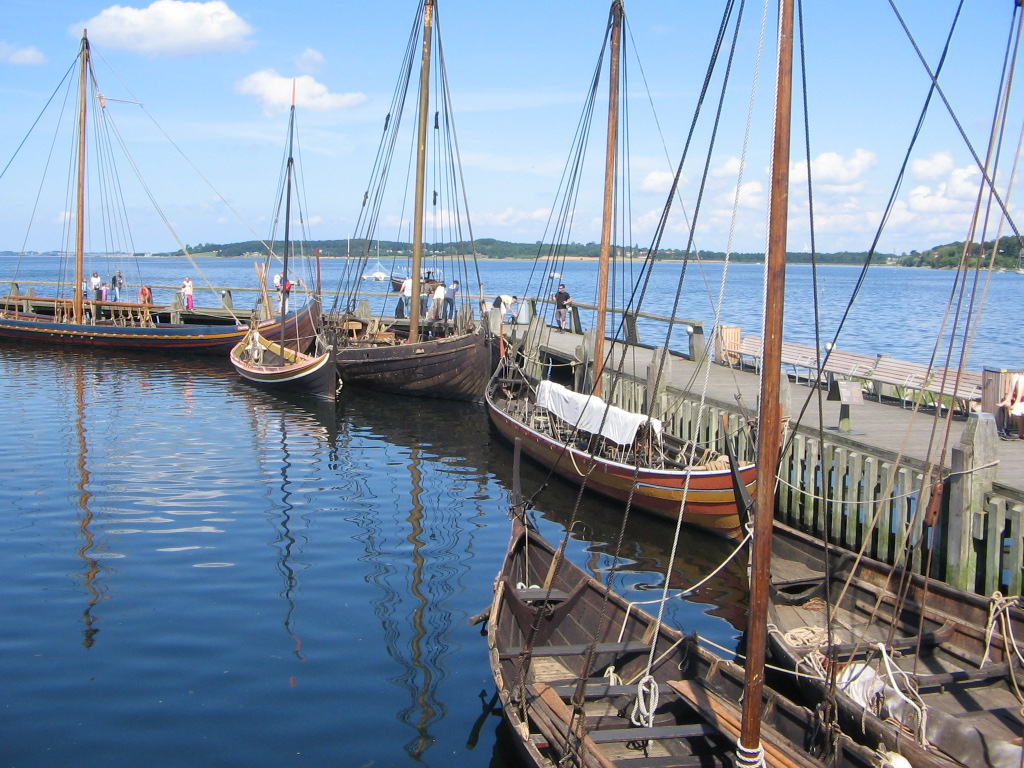
Nagebouwde Vikingschepen bij het Vikingschipmuseum in Roskilde, Denemarken

De Vikingen maakten snelle en lichte boten voor het vervoer van personen, en grote (minstens 36 meter) langschepen voor het vervoer van vee en goederen en voor oorlogvoering. Hun langschepen werden soms drakkars genoemd en hun kleinere noemt men ook wel snekken. Een type Vikingschip genaamd de knarr, was voor de handel en vrachtvervoer en was kleiner dan de drakkars, waarmee ze soms op strooptocht gingen. De knarr was meer voor vredelievende doeleinden en had geen angstaanjagende draken- of slangenkop op de boeg. Alle Vikingschepen konden gezeild en geroeid worden.
Over snelle en stevige schepen beschikten de Noormannen inderdaad, want ze waren zeker de beste scheepsbouwers van hun tijd. Dankzij het feit dat soms belangrijke mannen of vrouwen in een schip werden begraven en afgezonken schepen zijn teruggevonden, weten we een heleboel over hun vaartuigen. Een hoofdman die sneuvelde in de strijd – en dat moest zeer zeker met een wapen in de hand gebeuren, want anders zouden ze niet het rijk van het Walhalla mogen betreden – werd door zijn bemanning op schilden gelegd met twee lansen of roeiriemen, die als draagbaar dienden, en op het schip op het langere achterdek gelegd.

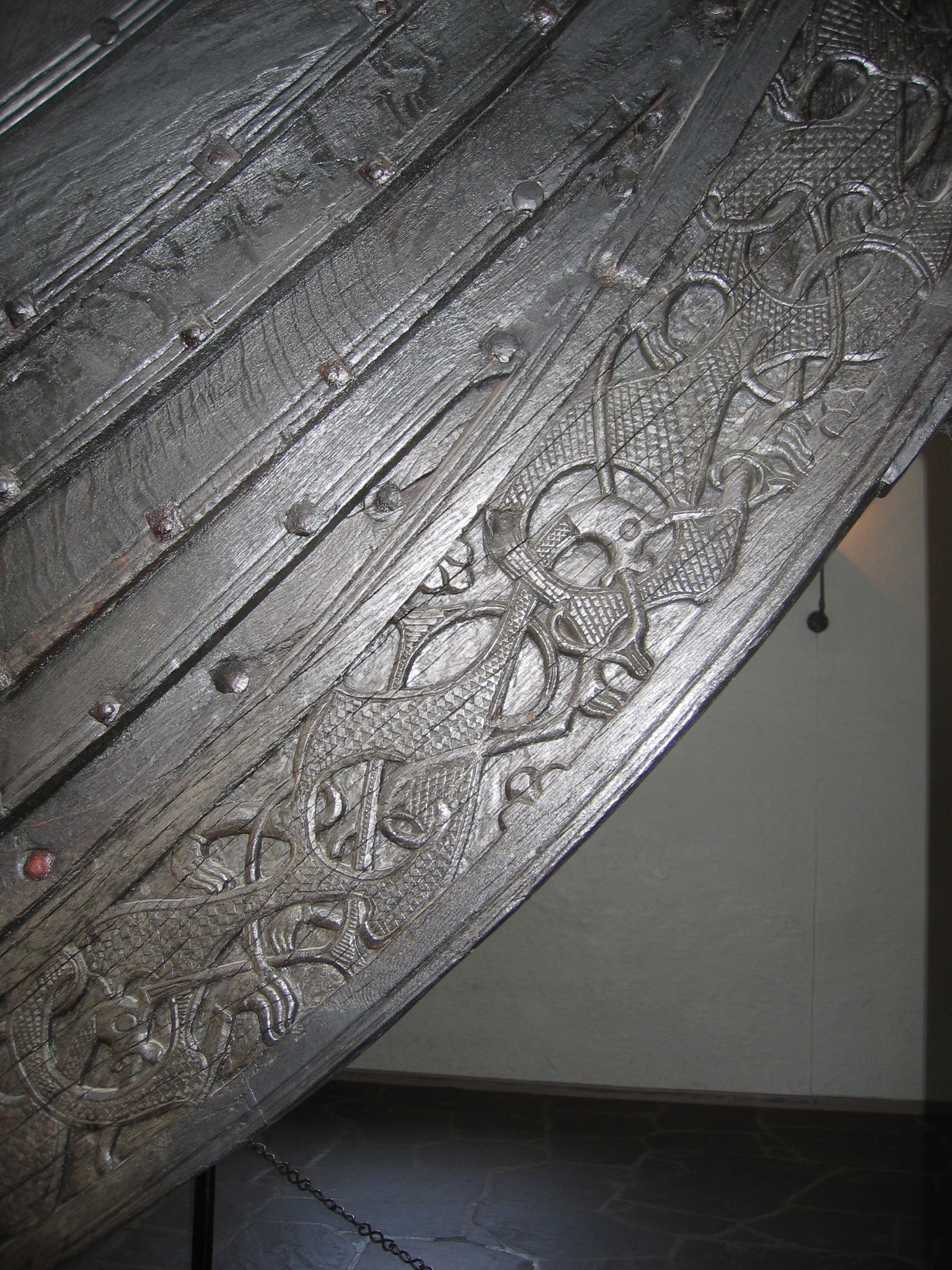
Detail van het Osebergschip

Anders zijn de twee uitzonderlijk mooie schepen, die gevonden werden onder in scheepsgraven in Noorwegen en die heden bekendstaan als het Gokstadschip en het Osebergschip. Beide dateren uit de 9e eeuw en bevinden zich nu in Oslo's Vikingskipshuset (Vikingschepenmuseum). De schepen lagen ieder onder een tumulus of grafheuvel begraven met 1 tot 2 personen erin, vermoedelijk hooggeplaatste mensen. De gevonden schepen hadden geen draken- of slangenkop op hun voorsteven, maar het Osebergschip had wel gekrulde uiteinden van de stevens.
Vikingschepen zijn lang en smal van uiterlijk en voor en achter gelijk van vorm. Dit zorgt ervoor dat ze snel konden omdraaien zodat ze sneller konden vluchten of een storm uit de weg konden gaan. Vikingen waren zo vaardig in het bouwen van de schepen, dat ze daarmee de Atlantische Oceaan konden bevaren tot aan Amerika. De Vikingschepen waren niet alleen zeewaardig maar door hun geringe diepgang ook geschikt om de Europese rivieren zeer ver op te varen. Zo konden ze diep het continent binnendringen en over land van het ene rivierstelsel naar het andere komen. De boeg was soms bewerkt met houtsnijwerk. Ze gaven hun boot ook namen, zoals "Vlugge Draak". Dit weet men uit archeologische vondsten en oude verhalen zoals saga's.

## Oostelijke expansie door de Zweden
De 'Zweedse' Vikingen zwierven uit tot in het huidige Rusland, dat zelfs zijn naam aan hen dankt. Rus is oorspronkelijk de naam voor de (Zweedse) Vikingen die Rusland bereikten (het kan roodharige of roeier betekend hebben); pas later wordt met de term de gehele bevolking van Rusland bedoeld. De Zweed Rurik uit Roslagen stichtte in de 9e eeuw de eerste Russische staat: het Kievse Rijk. Verder stichtten Vikingen belangrijke handelssteden:145-147 als Novgorod en Beloozero en dreven ze vanuit Rusland handel met Constantinopel en, als onderdeel van de Zijderoute,:145-147 met Bagdad. Ze dreven handel, richting Bagdad, in was, barnsteen, honing en slaven en kwamen terug met o.a. zijde.:145-147
Verscheidene malen waagden de 'Russische' Vikingen zelfs overvallen op Constantinopel. Dit bleef zonder resultaat door de zeer goede verdedigingswerken rond de stad, die al vele malen hun nut bewezen hadden. Toen boden sommige van de Vikingen zich aan als huurling voor het Byzantijnse leger. Ze werden ondergebracht in een speciale elite-eenheid die de persoon van de Byzantijnse keizer moest beschermen en werden bekend als de Varjagen.

## Zuidelijke expansie door de Denen

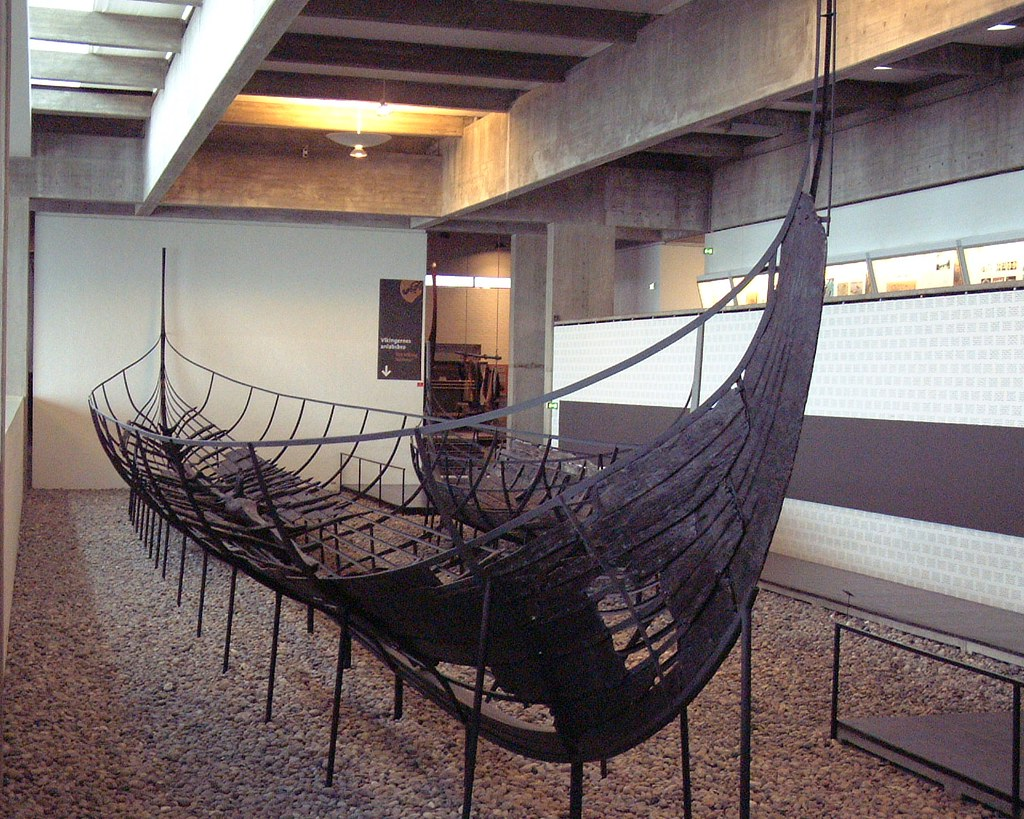
Skuldelev 2

De 'Denen' trokken vanaf het einde van de 8e eeuw zuidwaarts naar het huidige Engeland, België, Nederland, Duitsland (Rijnland) en Frankrijk (Normandië).
In 789 werden de Vikingen voor het eerst gesignaleerd in Engeland waar ze in Dorset kwamen, waarna ze in 793 het klooster van Lindisfarne aan de noordoostkust van Engeland plunderden. Tussen 878 en 954 regeerden Vikingleiders min of meer permanent over verscheidene van de oude Angelsaksische koninkrijken. Deze periode en dit Engelse Vikingrijk staan in de Engelse geschiedenis bekend als de Danelaw. De voortdurende dreiging die ervan uitging, droeg bij tot de politieke eenmaking van Engeland.
In 810 kwamen de Vikingen voor de eerste keer in het huidige Nederland. Zij veroverden de Friese eilanden. In 834 zouden zij het toen belangrijke handelscentrum Dorestad hebben overvallen.
Niet alleen de Vikingen gingen op plundertocht. In 839 klaagde Horik I bij Lodewijk de Vrome over de schade die door Friese plunderaars werd aangericht in zijn gebieden. Het is ook niet zo dat er over en weer slechts geplunderd werd. Friezen en Denen dreven handel met elkaar. De stad Ribe is gesticht als handelsplaats op de grens van beide volken. Ook liepen de plunder- en verovertochten niet altijd goed af voor de Vikingen. Ubbe Ragnarsson, zoon van Ragnar Lodbrok, werd gedood toen hij in 873 Oostergo wilde innemen.
Bij het Limburgse dorpje Asselt of Elsloo hadden de Vikingen een paar jaar een versterkt kamp in gebruik van waaruit ze jaarlijks op strooptocht gingen. In 882 vond hier de belegering van Asselt plaats. Ook in het graafschap Vlaanderen en het hertogdom Brabant gingen de Deense Vikingen tekeer. Antwerpen werd in 836 platgebrand. Daarna volgden plunderingen in de Rupelstreek, Gent, Kortrijk, Doornik, Mechelen, Lier, Brabant, Leuven en de Maasstreek (Maastricht, Luik, Tongeren, Aken, Kornelimünster, Malmedy, Stavelot). Vanuit diverse steunpunten (Walcheren, Wieringen, Elterberg) werden strooptochten georganiseerd via de Rijn en zijn zijrivieren. Zowel in Deventer als Zutphen zijn de sporen van handel gevonden die dateren uit de jaren 880-890. De bekendste Vikingen waren ongetwijfeld de legendarische Ragnar Lodbrok en zijn vijf zonen.
Bij de Franse Kanaalkust stichtten de Deense Vikingen nederzettingen van waaruit ze jaarlijks strooptochten hielden in Frankrijk en omstreken. Ze plunderden zelfs enkele malen Parijs (onder andere in 845 onder Ragnar Lodbrok) en de Franse koning Karel de Eenvoudige verleende ten slotte de Vikinghoofdman Rollo leenrechten voor een gebied aan de Seinemonding. Vanaf toen staat dit gewest bekend als het Noordmannengebied oftewel Normandië. Van hieruit begon Willem de Veroveraar in 1066 de verovering van Engeland. Avonturiers uit Normandië veroverden in de 11e eeuw zelfs Zuid-Italië en Sicilië. (zie verder: Verovering van Zuid-Italië door de Normandiërs).
Ondertussen vestigden zich ook veel Denen en Noren in Noord-Engeland, Ierland en Schotland. Van hieruit veroverden ze geleidelijk aan grote delen van de Britse eilanden en verdreven de Angelsaksische heersers. Geleidelijk vermengden de Angelsaksen en de Vikingen zich onderling.
In 1013-1016 veroverde Knoet de Grote zelfs de Engelse troon en regeerde korte tijd over een machtig Deens-Engels rijk.

## Westelijke expansie door de Noren
De 'Noorse' Vikingen trokken westwaarts wegens, onder andere, overbevolking. De kolonisatie van de Shetlandeilanden, de Orkneyeilanden (beiden rond 800), IJsland (ca. 875) en Groenland (985) gebeurde stapsgewijs door de logistieke beperking van het Vikingschip. De Noorse Vikingen koloniseerden ook de Faeröer en samen met Deense Vikingen veroverden ze het grootste deel van Ierland en delen van Engeland.
Bjarni Herjólfsson ontdekte als eerste Europeaan het continent Amerika en Leif Eriksson (zoon van de bekende Erik de Rode) trachtte er een kolonie te stichten. In oude Noorse en IJslandse verhalen, saga's, wordt gesproken over Vinland (ergens in oostelijk Canada, mogelijks Newfoundland of New Brunswick; en mogelijk noordelijk New England), Helluland ("land van de platte stenen", waarschijnlijk Baffineiland) en Markland ("bosland", vermoedelijk Labrador, mogelijk ook Newfoundland).
Archeologen hebben in 1960 een Vikingnederzetting gevonden in L'Anse aux Meadows bij de noordelijkste tip van Newfoundland (gedateerd 1021), waarbij het onduidelijk is of deze in Vinland of Markland lag en of dit een van de in de saga's beschreven nederzettingen is. De geïsoleerde nederzetting was afhankelijk van de Groenlandse koloniën die zelf al kwetsbaar waren, aan chronische hout- en ijzergebreken leden, en naar schatting 2500 zielen telden op hun hoogtepunt. De nederzetting op L'Anse aux Meadows was een tiental jaar in gebruik. In de eeuwen erna bleven schepen uit Groenland wel nog Markland aandoen om hout te kappen, wat een IJslandse bron uit 1347 nog aanwijst. De koloniën op Groenland legden het loodje rond de vroege 15e eeuw, waarschijnlijk door een combinatie van klimaatverslechtering en andere factoren.
DNA-onderzoeken geven aan dat vermoedelijk voor de migratie naar de Shetland- en Orkneyeilanden en de noordwestkust van Schotland, gezinsverband de norm was. In IJsland, Buiten-Hebriden en het eiland Skye lijkt het meer te gaan om alleenstaande mannen die pas na aankomst hun partner "vonden" bij de lokale bevolking.

## Uiterlijk en het dagelijks leven

### Uiterlijk
Vikingen handelden met volkeren tot in de verre Arabische uithoeken. Achmed ibn Fadlan (10e eeuw) beschreef de Vikingen op deze manier: “Ze zijn zo groot als palmbomen en hebben rossig blond haar”.  Ze waren ook groot en stevig gebouwd en werden geroemd om hun edele gestalte. Verder wordt er getuigd dat ze beschikten over veel kracht en een uitzonderlijk uithoudingsvermogen en leken ze wel ongevoelig voor regen en koude.
Dit dient echter genuanceerd te worden, de fysiologie van Arabische volkeren was dan ook anders dan die van noordelijke volkeren. Archeologisch onderzoek wijst ook uit dat dit eerder ietwat overdreven was.  Er zijn regelmatig sporen van jicht en reumatiek terug te vinden, dus de vraag is of Vikingen echt zo ongevoelig waren voor de kou en de regen.
Naast hun gestalte en uithoudingsvermogen zijn er nog zaken die opvielen, namelijk hun verzorgdheid en hygiëne. Volgens Angelsaksische bronnen wasten de mannen en vrouwen zich zeer regelmatig en was hun haar zeer verzorgd.
Qua kledij droegen de mannen een korte of lange broek en een tuniek gemaakt van wol die ze als een kiel over hun hoofd konden trekken. Ze droegen soms een mantel die ze met een versierde spang (mantelspeld) op hun schouder vastmaakten. Ze waren ook getatoeëerd en door het dragen van de mantel op deze manier bleven hun schouder en arm ook zichtbaar, met of zonder tatoeages.
De vrouwen hadden een andere klederdracht. Ze droegen een hemd dat tot op hun voeten reikte. Over hun hemd droegen ze een overjurk waarvan de panden op de schouders door ‘schildpad’-broches bijeen werden gehouden. Net zoals de mannen konden ze een mantel dragen, vastgemaakt met een versierde spang.
De Vikingen versierden hun kledij alsook droegen ze sieraden. De kledingstukken konden met bont gegarneerd zijn of geborduurd met gouddraad. Ze konden ook afgezet zijn met opgenaaide borduurstukken. Qua sieraden droegen ze allerlei gouden en/of zilveren broches, halsringen, vingerringen en armbanden.

### Dagelijks leven
Wat het dagelijks leven voor een belangrijk deel beheerste was de clan of de familiegroep. Individuen die behoorden tot de clan waren ondergeschikt aan de groep. Wanneer er bijvoorbeeld huwelijken werden geregeld werd er gekeken naar de verstandhouding tussen beide clans. Dit speelde een belangrijke rol in het goedgekeurd krijgen van het huwelijk.
Wanneer er een onderling geschil was tussen twee clans, hoe klein dan ook, moest deze tussen die twee clans onderling uitgevochten worden.
Hoe de clans woonden is te zien aan de manier hoe hun woningen uitgebouwd en ingericht waren. Vaak was het woonhuis, stal, ontmoetingsplaats en de werkplaats één en dezelfde plaats. In deze ruimte werd er gewoond, gewerkt en geslapen door de ganse familie. In het midden van die ruimte bevond zich een centrale vuurplaats. In de winter was het dan ook aangenaam vertoeven in deze ruimte, waar langs de wanden vaste banken geplaatst waren waarop er warme dierenhuiden en dekens lagen. Aan de plafonds hingen er olielampen die gevuld waren met visolie en walvisvet. Los meubilair was er nauwelijks.
Boven het centrale haardvuur werd er ook gekookt. Hierboven hing een grote kookpot aan een ijzeren ketting. Er werden verschillende maaltijden klaargemaakt waaronder gestoofd rund- en schapenvlees gekruid met mosterd en knoflook. Schapen en runderen werden niet alleen gebruikt voor hun vlees maar ook voor de melkproductie waar men kaas en boter van maakte.
Naast bier dronken de Vikingen ook mede (honingwijn). Er werd gedronken en gegeten uit kommen gemaakt van hout of speksteen en met houten lepels.

## Positie van de vrouw
De vrouwen in de noordelijke, patriarchale samenleving stonden in menig opzicht op gelijke voet met mannen. Hun positie was veel beter dan die van vrouwen in de rest van Europa. Ze konden delen in erfenissen en hadden het recht van hun echtgenoot te scheiden. Als onderdeel van de huwelijksvoltrekking kreeg de vrouw een set sleutels. Als ze al drie jaar als noglepige (sleuteljuffer) de sleutels droeg, maar niet getrouwd was, mocht ze zichzelf als wettige echtgenote beschouwen. Scandinavische vrouwen konden een vooraanstaande positie hebben, maar het christendom propageerde vrouwelijke inferioriteit en met de komst van dit christelijke dogma verloren vrouwen hun gunstige sociale status en vrijheden.

## Standensamenleving
Het Lied van Rig laat zien dat de noordelijke samenleving in drie klassen was verdeeld: de jarl (edelman), karl (vrije boer) en slaaf. Heimdalls overnachtingen bij overgrootmoeder en overgrootvader, grootmoeder en grootvader en moeder en vader leverden achtereenvolgens de standen van respectievelijk laag naar hoog op. De aanzienlijkste vrije landeigenaren ontwikkelden zich tot de heersende klasse. Hun vertegenwoordigers vormden de volksvergadering, het ding.

## Slaven

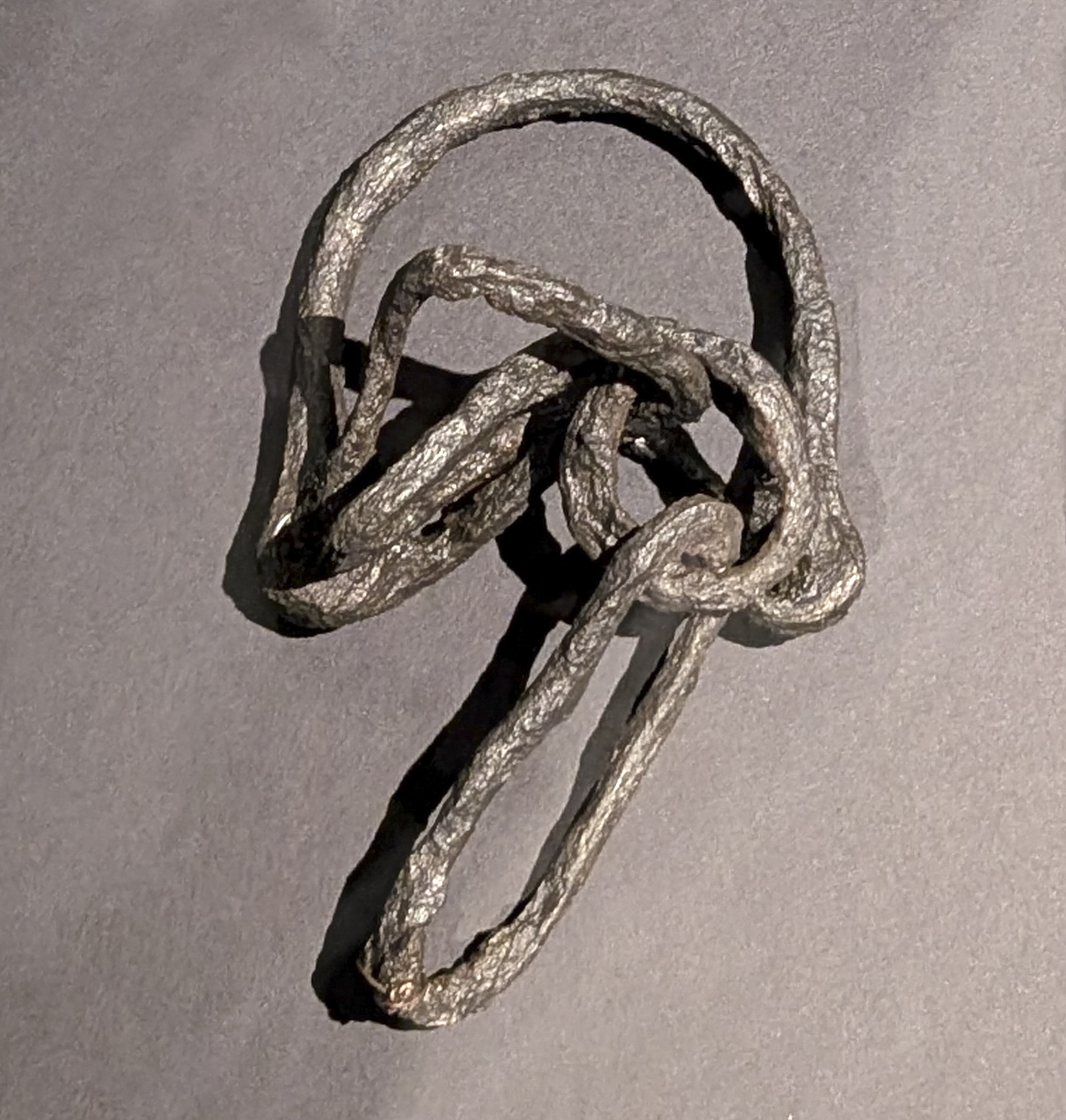
Vikingse slavenboeien

De Vikingen hadden slaven en tijdens hun rooftochten ontvoerden ze mensen en maakten die tot slaaf. Slaven verrichten op de boerderij het zware werk: koren malen, vee hoeden en brandhout verzamelen. Ze hadden vrijwel geen rechten, maar werden over het algemeen goed behandeld. De meeste slaven waren van rooftochten op vreemde kusten afkomstig, maar ze konden ook door begane misdaad tot slavernij worden veroordeeld of slaaf worden door zichzelf te verkopen om een schuld af te lossen. Dublin in Ierland werd een doorgangskamp voor slaven uit Engeland, Wales en Schotland. De gevangenen werden als slaven verkocht op markten als Hedeby. In Engeland hielden de Vikingen een groot deel van het land bezet. Slaven waren een belangrijke minderheid in Engeland. Na de invasie door de Normandiërs in 1066, werden de meeste slaven vrijgelaten. In het Domesday Book werd het aantal slaven vermeld.

## Ringwalvestingen

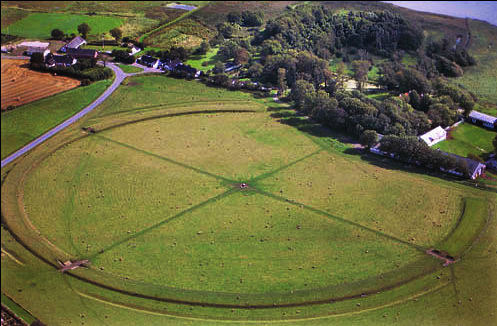
Vikingburcht Aggersborg, de grootste Vikingburcht van Denemarken

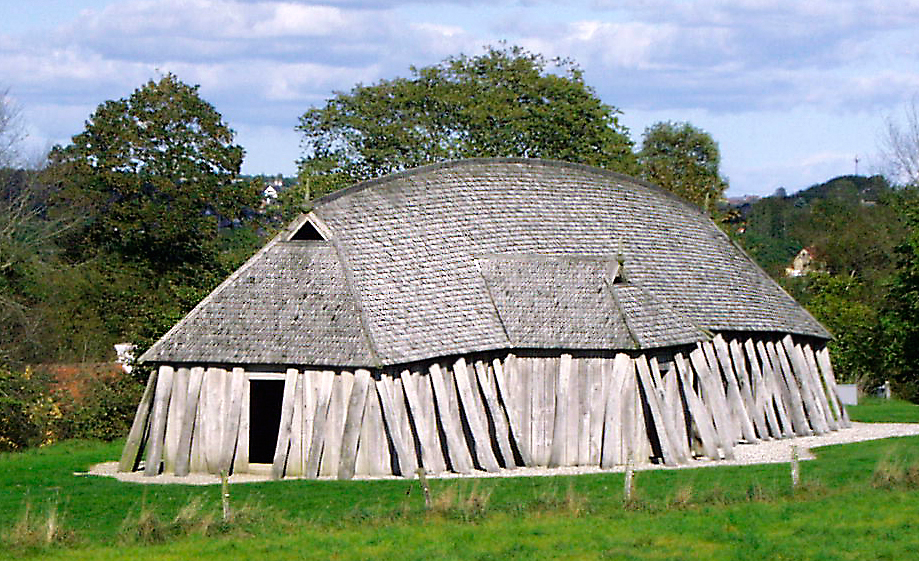
Reconstructie van een langhuis

De Vikingen legden verschillende Vikingburchten aan, bestaande uit een aarden ringwal omgeven door een sloot, met aansluiting op een waterweg. Binnen deze wal stonden langhuizen, zoals die ook elders buiten dergelijke wallen werden gebouwd. De ringwal gaf op vier plaatsen doorgang via zware poorten. Dwars aaneengesloten eiken balken vormden de bestrating. Door verbinding van telkens twee overliggende poorten ontstond een kwadrant in de cirkel die de wal omsloot. De lengte van de dwarsliggende straatbalken was zo gekozen dat daar gemakkelijk een kar, met of zonder boot erop, overheen kon. De poorten waren eveneens uit eiken balken gemaakt en voorzien van een mechanisme waarmee zij van binnenuit konden worden geopend.  De Deense Ringwalburchten uit de Vikingtijd staan sinds 2023 op de Unesco-Werelderfgoedlijst.
| Site                  | doorsnee (binnen) | breedte wal | aantal langhuizen | lengte langhuis |
| --------------------- | ----------------- | ----------- | ----------------- | --------------- |
| Aggersborg            | 240 m             | 11 m        | 48                | 32,0 m          |
| Borgeby               | 150 m             | 15 m        |                   |                 |
| Trelleborg (Slagelse) | 137 m             | 17,5 m      | 31 (16 + 15)      | 29,4 m          |
| Trelleborg (Skåne)    | 125 m             |             |                   |                 |
| Fyrkat                | 120 m             | 13 m        | 16                | 28,5 m          |
| Nonnebakken           | 120 m             |             |                   |                 |

## Verkeerde opvattingen over Vikingen

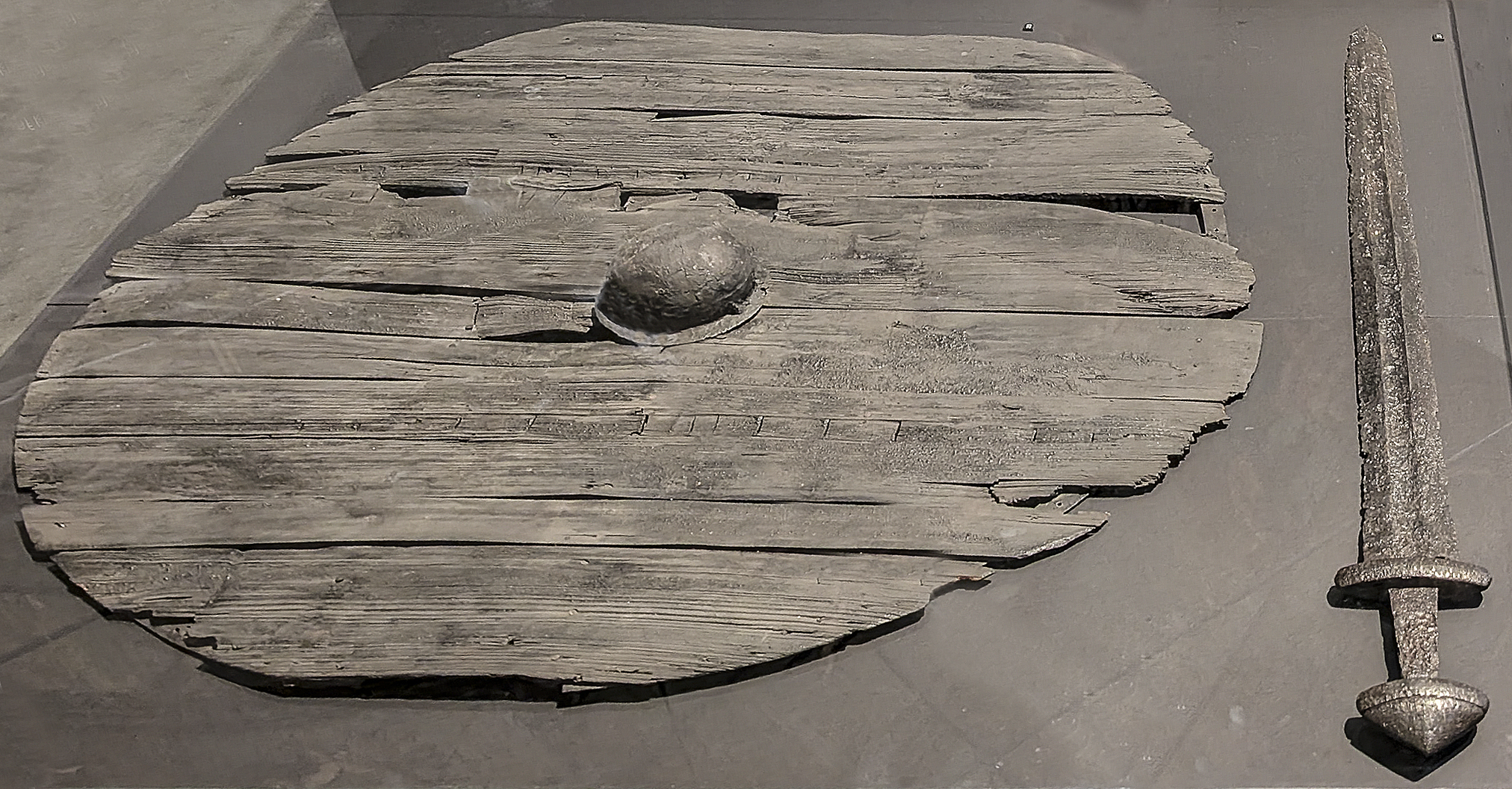
Houten Vikingschild (circa 850) en zwaard met inscripite ADALFRID (smid), opgevist uit de Waal in Nijmegen

Een aantal verkeerde opvattingen is in de loop der geschiedenis over Vikingen ontstaan. Het idee dat Vikingen hoorns of vleugels op hun helmen hadden is onjuist. Dergelijke gehoornde helmen werden in andere culturen wellicht wel gebruikt voor rituele doeleinden, maar Vikingkrijgers droegen ze niet. Er zijn bij opgravingen in Viksø in 1942 weliswaar twee
bronzen helmen gevonden met hoorns eraan, maar die blijken te stammen uit de tiende eeuw v. Chr. Ze werden waarschijnlijk gemaakt als offergave en een dergelijke helm zou de drager zwaar benadelen in een gevecht. De gehoornde vikinghelm is een verzinsel van de 19e eeuw.
Ook het idee dat Vikingen menselijke schedels zouden gebruiken als drinkbekers is historisch onjuist. Deze opvatting komt mogelijk uit Olaus Wormius’ Runer seu Danica literatura antiquissima (1636), waarin wordt omschreven hoe Deense krijgers uit schedels zouden drinken.
Net zoals andere volkeren vochten Vikingen voornamelijk met speren. Sommigen gebruikten wel bijlen, maar de meeste krijgers niet.

## Religie

### Neopaganisme
In de 20e en 21e eeuw is er met name in de Scandinavische landen een opleving van neopaganisme, een gedachtegoed dat geïnspireerd is op wat er is overgeleverd over de heidense religie van de Vikingen.
Een belangrijke manifestatie daarvan is de cultus rond Ásatrú waarin de Noorse mythologie en de natuur een centrale rol spelen. Daarmee wordt teruggegrepen op de religie uit de tijd tegen het einde van het millennium, toen het christendom de dominante religie werd en de toenmalige christelijke koning van Noorwegen ook wilde dat de kolonisten op IJsland dit voorbeeld zouden volgen. De hedendaags regering van de republiek IJsland erkende Ásatrú in 1973 als een formele religie en sindsdien is het een van de snelst groeiende religies van het land geworden.

## Musea en evenementen
- De Europese Culturele Route van de Raad van Europa In het voetspoor van de Vikingen ('Follow the Vikings')[24][25]

Musea deels of volledig gewijd aan de Vikingen zijn:
 België
- Archeologisch museum Van Bogaert-Wauters in Hamme.[26][27]
- Viking Genootschap (Europees Studie- en Onderzoekscentrum voor Noordse Oudheidkunde Runen en Mythologie - ESONORM) in Turnhout.[28]

 Canada
- Bezoekerscentrum L'Anse aux Meadows op Newfoundland (UNESCO Werelderfgoed)[29]

 Denemarken
- Vikingschipmuseum in Roskilde met de Skuldelevschepen
- Museet Ribes Vikinger in Ribe
- Ribe VikingeCenter in Ribe
- Vikingemuseet Aarhus in Aarhus
- Kongernes Jelling in Jelling
- Bork Vikingehavn in Bork Havn, Rinkøbing-Skjern Kommune
- Vikingemuseet Ladby in Kerteminde (Funen)
- Sagnlandet Lejre in Lejre
- Lejre Museum in Lejre
- Museum Trelleborg  (UNESCO Werelderfgoed Ringwalburchten uit de Vikingtijd)
- Vikingemuseet Fyrkat (UNESCO Werelderfgoed Ringwalburchten uit de Vikingtijd)
- Vikingemuseet Lindholm Høje
- Tissø Vikingecenter in Store Fuglede
- Frederikssund Vikingeboplads in Frederikssund

Verschillende Deense vikingplekken zijn verbonden door de route 'The Rise and Fall of the Vikings' 
 Duitsland
- Wikinger Museum Haithabu in Haithabu in Sleeswijk-Holstein (UNESCO Werelderfgoed)
- Vikingdagen in Eckernförde

 Nederland
- Viking Informatiecentrum (VIC) in Wieringen

 Noorwegen
- Vikingskipshuset (in de toekomst na renovatie en heropening Vikingtidsmuseet) in Oslo met de Vikingschepen Gokstad, Oseberg en Tune.
- Lofotr Vikingmuseum op de Noorse Lofoten
- The Viking Planet in Oslo en Haugesund
- Viking Valley in Gudvangen
- Vikinggarden Avaldsnes in Avaldsnes
- Midgard Vikingsenter in Borre

 IJsland
- Víkingaheimar in Njarðvík

 Verenigd Koninkrijk
- Jorvik Viking Centre in York
- "Viking North", Yorkshire Museum in York
- Vikingar! in Largs, Schotland

 Zweden
- Årsunda Viking in Årsunda
- Fotevikens Museum in Höllviken
- Vikingcollectie in Staats Historisch Museum in Stockholm[34]
- The Viking Museum in Djurgården
- Museum Birka Vikingastaden in Birka en Hovgården (UNESCO Werelderfgoed)
- Vikingamuseet Trelleborgen in Trelleborg
- Värmlands Vikingacenter
- VikingaTider in Löddeköpinge
- Ale vikingagård in Ale
- Vikingagården Gunnes Gård in Upplands Väsby
- Gamla Uppsala Museum

 Finland
- Rosala Vikingacentrum in Rosala

 Polen
- Slaven- en Vikingcentrum Wolin Jomsborg Vineta